# Torres inclinadas
Las torres inclinadas han jalonado la historia de la humanidad. Aunque no todas se han hecho tan famosas como la Torre inclinada de Pisa, hay muchas que tuvieron y tienen su relevancia además de su valor estético. Lamentablemente, la inclinación que las hace famosas, muchas veces acaba con ellas de forma irremediable. Además de las torres inclinadas por efectos no calculados, los arquitectos han recreado inclinaciones intencionadas en sus más recientes creaciones.

## Algunos ejemplos de torres inclinadas

### Torres inferiores al siglo XI

#### Templo de Huqiu (China)
Es una pagoda que se eleva a 47 metros de altura y tienen un peso total de 7 mil toneladas. Su inclinación se debe a que dos de las columnas de ladrillo que la sostienen se han debilitado; ya que una parte del terreno donde se asienta la torre es de tierra, y otra es roca. Fue construida durante el período de las Cinco Dinastías que gobernaron en los años del 907 al 960.

#### Torre de Kilmacduagh (Irlanda)
Forma parte de un monasterio que incluía iglesia, cementerio y la torre. Estas torres eran utilizadas por los monjes para guardar reliquias e incluso para protegerse ellos mismos de los ataques de los vikingos o pueblos no cristianos. De todo el complejo es de las pocas cosas que quedan en pie, es la torre más grande de Irlanda en su tipo. Su Construcción se ubica en el siglo XI.

### Torres del al

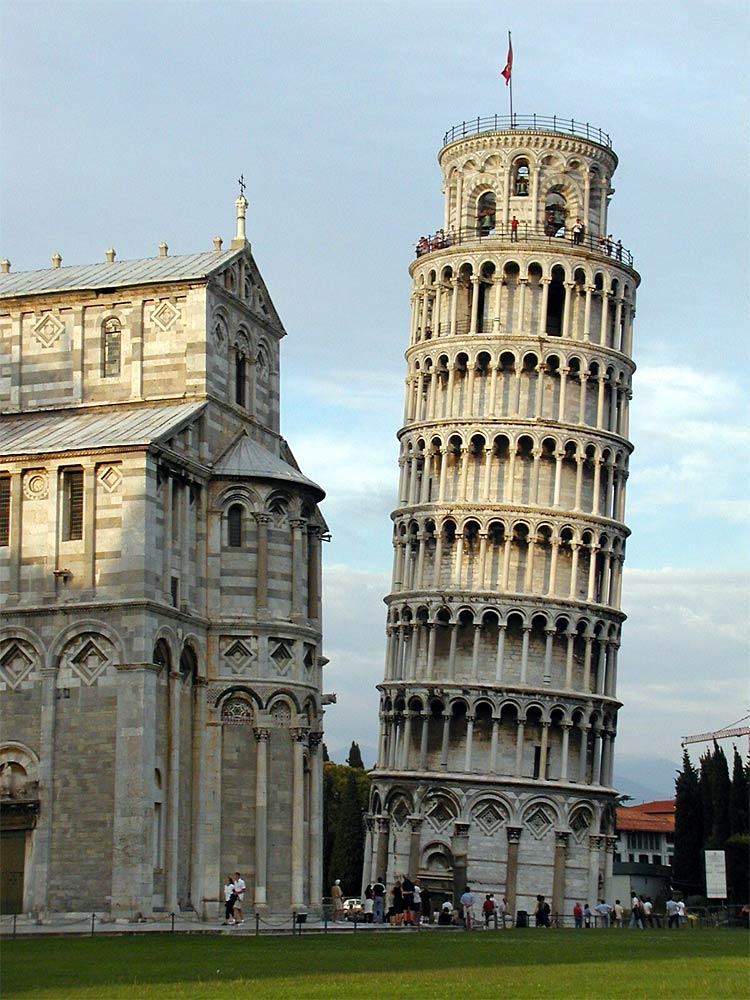
Torre inclinada de Pisa.

### Torres delsigloXIIalsigloXX
Torres existentes en la actualidad

#### Torre inclinada de Pisa (Italia)
La Torre Inclinada de Pisa es el campanario de la catedral de Pisa. Fue construida para que permaneciera en posición vertical pero comenzó a inclinarse tan pronto como se inició su construcción en agosto de 1173. La altura de la torre es de 55,7 a 55,8 metros desde la base, su peso se estima en 14.700 toneladas y la inclinación de 3,97° extendiéndose 4,5 m de la vertical. La torre tiene 8 niveles, una base de arcos ciegos con 15 columnas, 6 niveles con una columnata externa y remata en un campanario. La escalera interna en espiral tiene 294 escalones.
La construcción de la Torre de Pisa se desarrolló en tres etapas durante un período de 200 años.La 
construcción de la primera planta de mármol comenzó el 9 de agosto de 1173, en un período 
de éxito militar y prosperidad. La primera planta está rodeada de pilares con capiteles clásicos y 

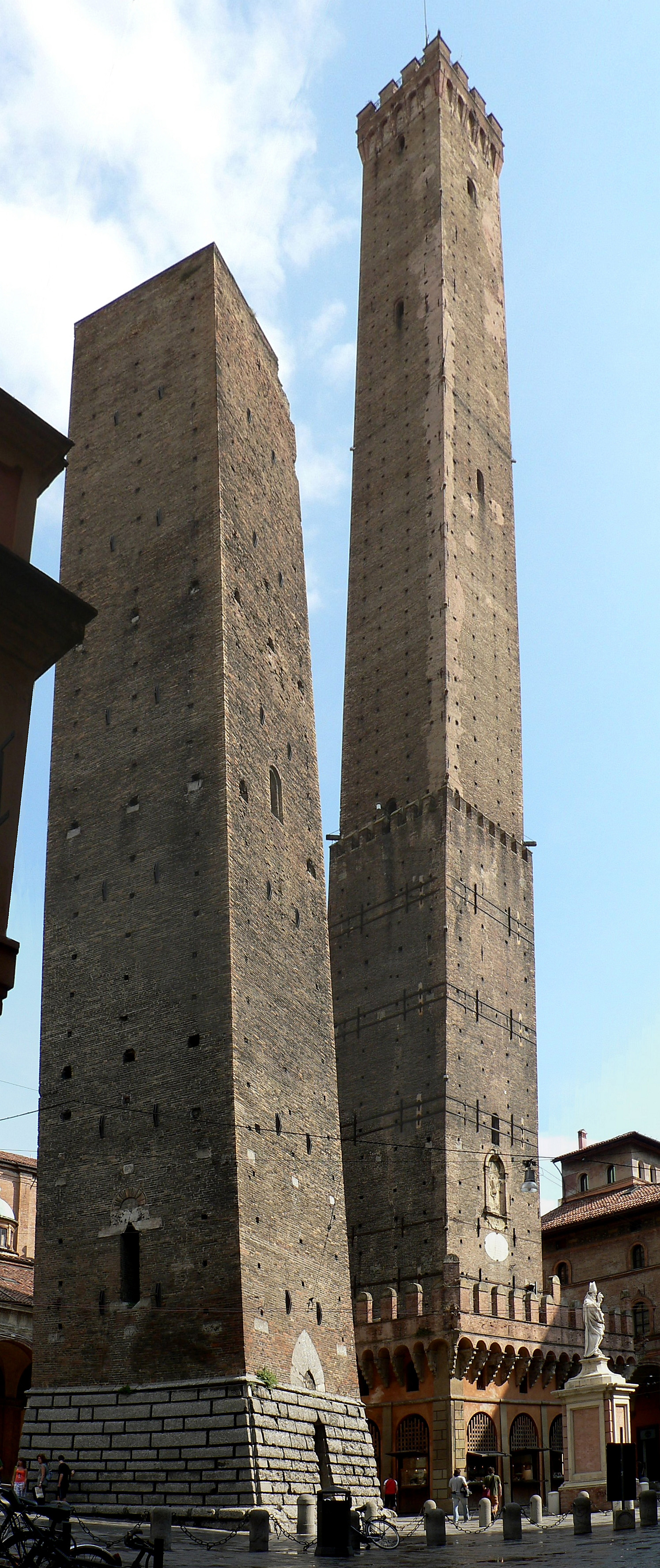
Las dos torres (la Garisenda a la izquierda y la Asinelli a la derecha).

arcos ciegos.
- Wikimedia Commons alberga una galería multimedia sobre Torre de Pisa.

#### Torres Asinelli y Garisenda de Bolonia (Italia)
La torre Garisenda y la torre Asinelli son las dos más famosas que aún hoy continúan en pie, aunque 
la primera tiene un grado de inclinación con respecto a la vertical de 3,2 metros; el grado de 
inclinación de la segunda es de 1,3 metros.
La Asinelli, la más alta, tiene una altura de 97,6 metros. En el momento de su construcción no 
superaba los 60 metros, siendo ampliada posteriormente. En el siglo XIV pasó a ser propiedad de la 
ciudad, siendo destinada sucesivamente como fortaleza y prisiòn.

Por su parte la Garisenda mide 48 metros. En el momento de su construcción medía 60 metros, pero en 
el siglo XIV fue recortada a causa de que el terreno donde había sido construida estaba cediendo. 
La torre Garisenda es famosa por haber sido citada por Dante varias veces, tanto en la Divina 
Comedia, como en sus Rimas.

Los nombres de Asinelli y Garisenda, provienen de las familias a las que tradicionalmente se les 
atribuyó la construcción de las mismas. Sin embargo no hay una constatación fidedigna. Por ejemplo, 
el nombre de Asinelli fue citado por primera vez en relación con la torre homónima en 1185, casi 
sesenta años después de su construcción.

En épocas más recientes, ya en pleno siglo XX se dio una utilidad práctica a la más alta de las 
torres, instalando un repetidor de la RAI en lo alto de la torre Asinelli. Durante la Segunda 
Guerra Mundial la torre se utilizó como punto de observación por parte de voluntarios que se 
apostaban en la cima de la torre durante los bombardeos aliados, con el fin de indicar a los medios 
de socorro los puntos donde habían impactado las bombas.

#### Castillo de Caerphilly (Gales)
Es el castillo más grande del Reino Unido y el segundo más grande de toda Europa. Fue construido en 1270 y no se sabe a ciencia cierta cual es el motivo de la inclinación de su torre sudoeste, siendo posiblemente una mezcla entre la blandura del terreno sobre el cual fue construida y los daños infligidos por el ejército parlamentario en 1648. 

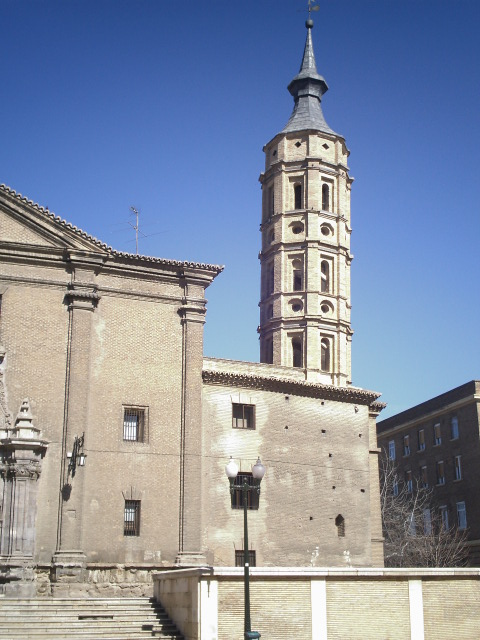
Torre de la iglesia
de San Juan de los Panetes en Zaragoza (España).JPG

#### Torre de la Iglesia de San Juan de los Panetes, Zaragoza (España)
La actual iglesia de San Juan de los Panetes, construida por orden del Gran Castellán Vicente de 
Oña, fue terminada en 1725 y sustituyó a la antigua iglesia medieval de la Orden de San Juan de 
Jerusalén.
Posee una portada barroca de dos cuerpos. En la parte superior hay una hornacina con una imagen de 
San Juan Bautista. Lo más destacable es la torre, que es mudéjar del siglo XVI y está ligeramente 
inclinada hacia el Pilar. Un incendio en 1935 destruyó la mayoría de sus tesoros artísticos, 
quedando solo un calvario del siglo XVI. La iglesia ha sido remozada interiormente, quedando las 
paredes lisas y blancas con algunos adornos de estuco en pilastras y nervaduras.
- Wikimedia Commons alberga una categoría multimedia sobre San Juan de los Panetes.

#### Torre del Reloj, Ateca (España)
La Torre del Reloj de Ateca es una torre civil de estilo mudéjar construida por los maestros Domingo y Ameçot en 1560 sobre un antiguo torreón medieval del castillo de Ateca. Sobre el antiguo torreón del castillo, se construyó el cuerpo de campanas, con decoración renacentista y de tradición mudéjar.

#### Torre la Iglesia de San Pedro de los Francos, Calatayud (España)

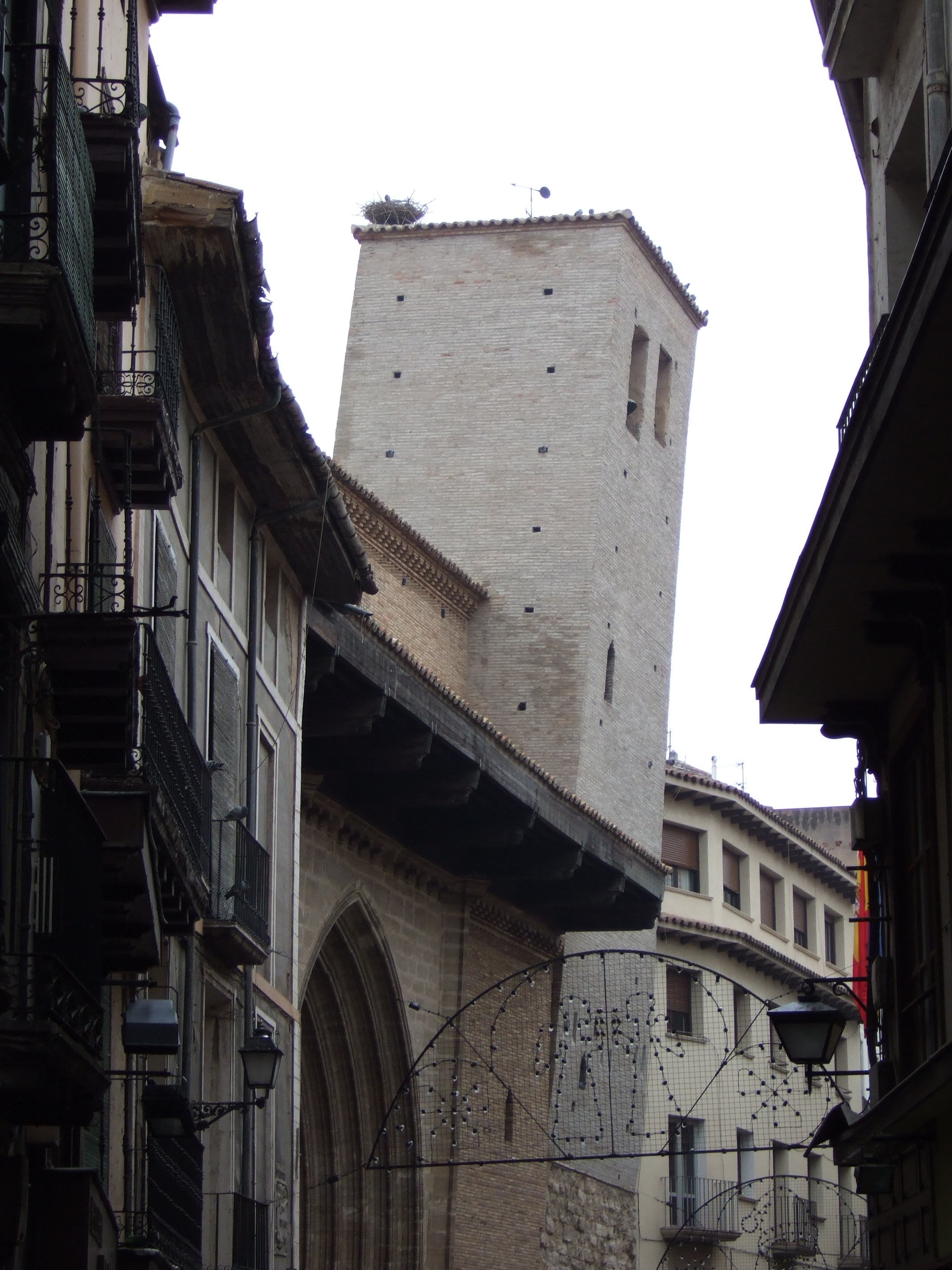
Torre de la iglesia
de San Pedro de los Francos en Calatayud

La torre de la Iglesia de San Pedro de los Francos de Calatayud es una torre estilo mudéjar construida probablemente antes que la iglesia, la cual se data en el siglo XIV. La torre se construyó del tipo alminar almohade con machón central y escaleras, las cuales se cubrieron mediante bóvedas por aproximación de hiladas. En 1840 el Ayuntamiento de Calatayud ordenó demoler el cuerpo de campanas debido a la visita de la Reina Isabel II y su madre la regente María Cristina, que hicieron noche en el palacio situado enfrente, del Barón de Warsage, lo cual podría asustarles la inclinación de la torre. Se cree que la inclinación se debe al paso del barranco de la Rúa que pasa a los pies de la torre.
Actualmente las cuatro caras de la torre carecen de decoración, contando únicamente con pequeñas ventanas para permitir la iluminación de las escaleras.

#### Iglesia Oude Kerk (Holanda)
Ubicada en la ciudad de Delft, se le conoce el nombre de Oude Kerk que significa vieja iglesia. Es el más antiguo de todos los templos de la ciudad. Su torre mide 75 metros de altura y se inclinó debido al terreno sobre la cual fue construida es blando.

#### La Capilla de Suurhusen (Alemania)

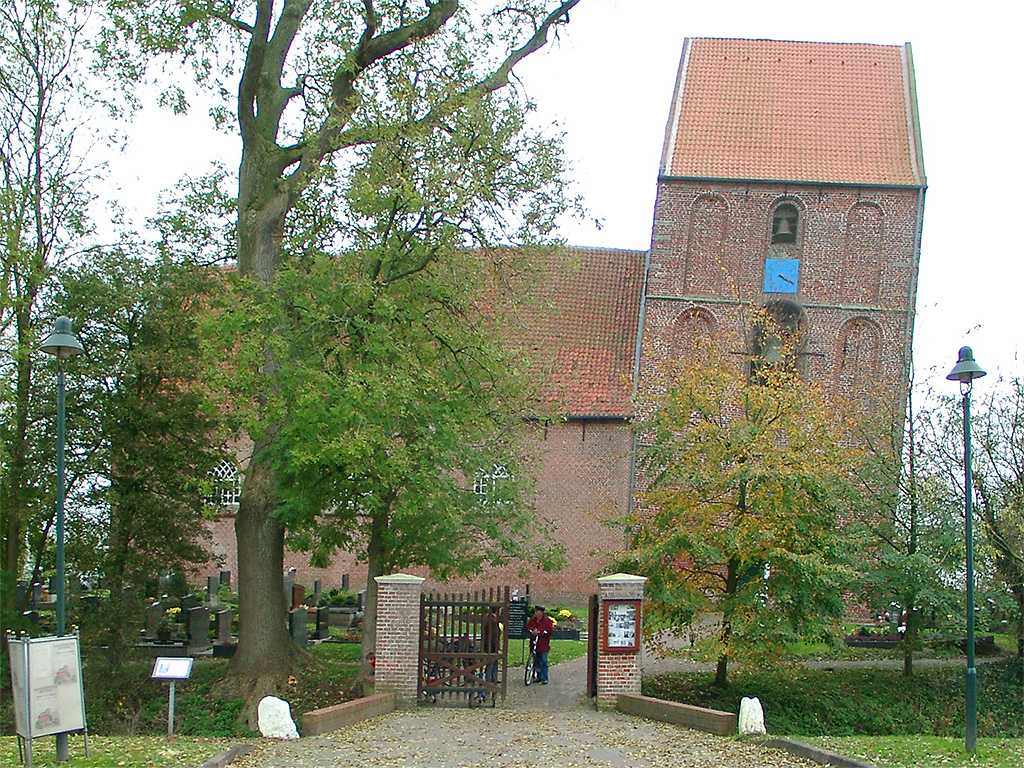
Capilla de Suurhusen, Alemania.

La Capilla de Suurhusen es una capilla con un campanario construido en Suurhusen, un pequeño poblado localizado al norte de Emden en Frisia oriental, Alemania. La capilla data del siglo XIII, aunque su campanario fue construido en 1450. Lo mismo que en el caso de la popular Torre de Pisa, el campanario de la iglesia de Suurhusen se fue ladeando con el paso de los años. El edificio pertenece a la Iglesia Evangelista Reformada de Alemania.
La capilla alemana de Suurhusen ha logrado superar el récord que ostentaba la Torre de Pisa como la construcción más inclinada. Al menos, eso es lo que ha certificado el Libro Guinness de los récords. En concreto, la torre de la capilla alemana tiene una inclinación de 5,07º, contra los 3,97º de la Torre de Pisa, su otra rival en inclinación.

#### Torre de Nevyansk (Rusia)
No se conocen los años exactos de su construcción pero esta se sitúa entre 1725 y 1732. Fue encargada por el industrial ruso Akinfiy Demidov. La leyenda dice que la inclinación de la torre no es por el paso del tiempo sino un capricho arquitectónico, lo que las investigaciones recientes han desmentido.

#### Iglesia de la Santa Cruz de Bristol (Inglaterra)
La torre mide 35 metros de altura y se comenzó a construir alrededor de 1390 y desde ese entonces la construcción empezó a hundirse debido a que los cimientos estaban detenidos sobre arcilla que no deja de estar húmeda. A pesar de este problema el edificio no dejó de construirse. Hoy en día es visitada por turistas de la localidad y del mundo.

### Torres delsigloXX

#### Torres de laPuerta de EuropaenMadrid, (España)

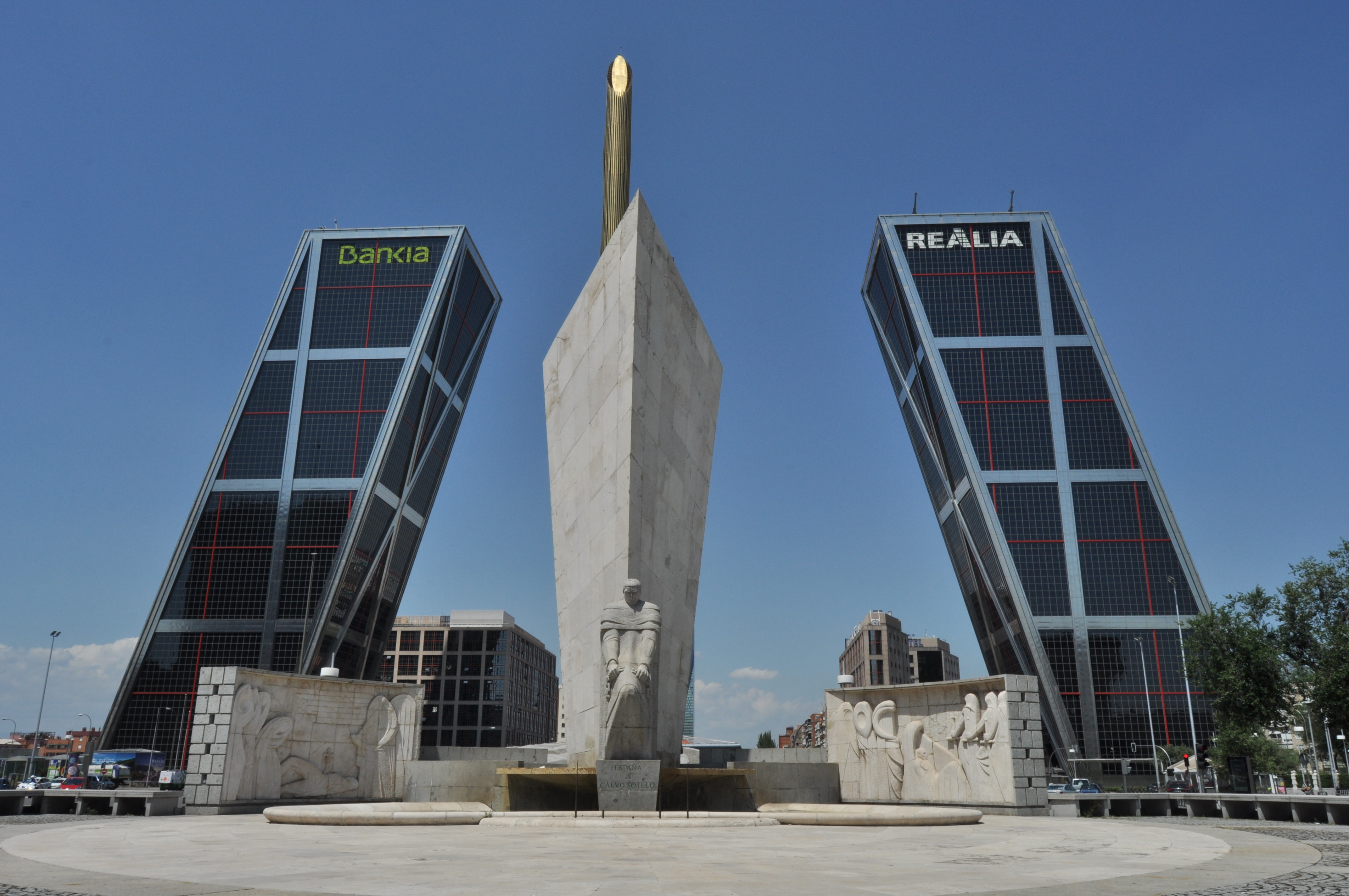
Puerta de Europa, Madrid, España

También se conocen como Torres KIO por la empresa que las construyó. La inclinación fue buscada por los Ingenieros como recurso estético.

### Torres desaparecidas

#### Torre Nueva de Zaragoza (España)

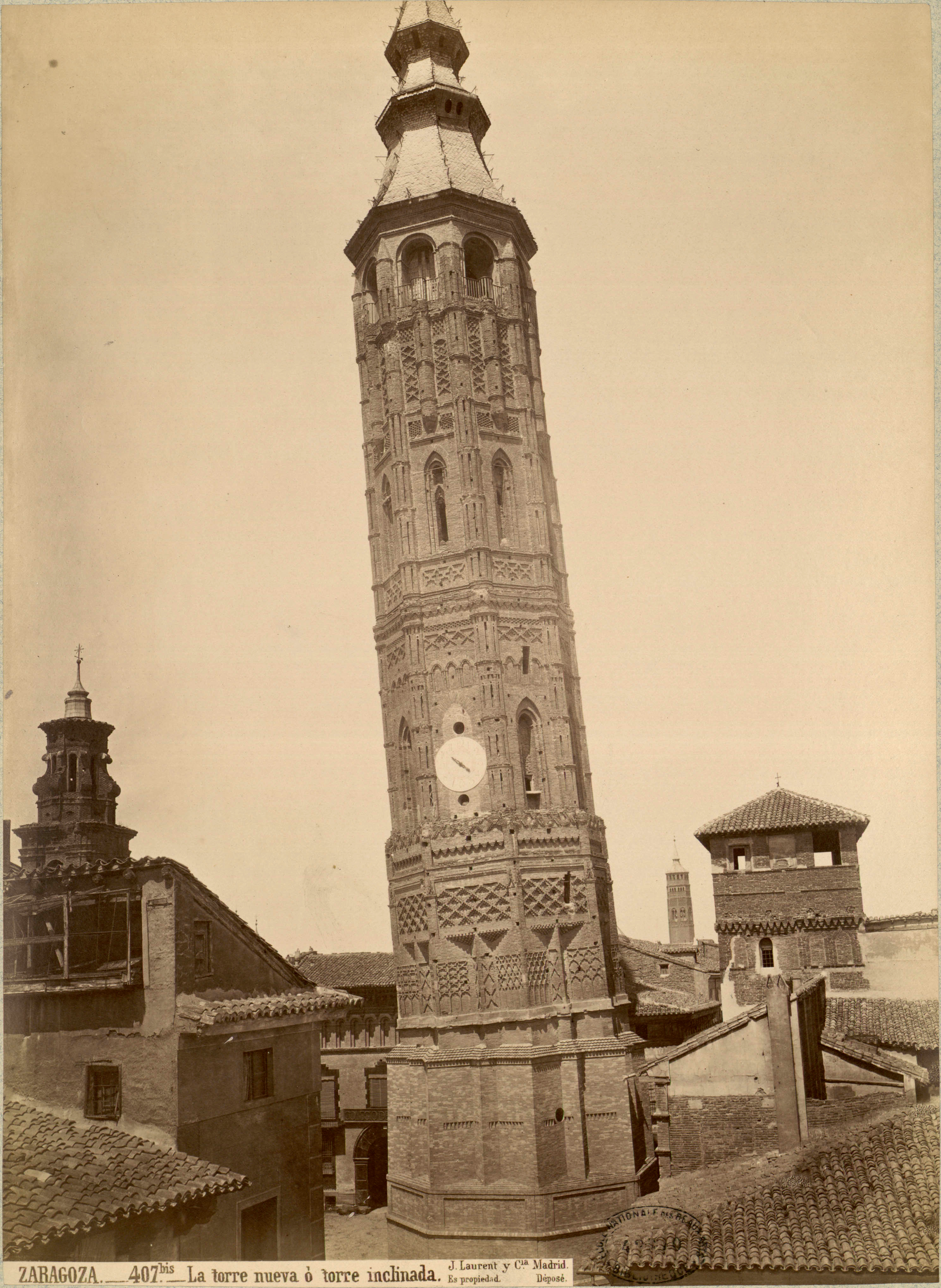
Torre Nueva de Zaragoza.

Se encontraba en la actual plaza de San Felipe. La Torre Nueva de Zaragoza fue el primer edificio construido en la ciudad durante el siglo XVI. De 1504 a 1512, el Concejo mandó construir una torre para albergar el reloj - construido por el leridano Jaime Ferrer - y las campanas que regulaban el pulso de la ciudad. Las campanas fueron colocadas en 1508.
La torre fue realizada en ladrillo en estilo mudéjar interviniendo en la obra maestros cristianos 
(Gabriel Gombao y Antón Sariñena) y mudéjares (Juce Galí, Ismael Allabar y el maestro Monferriz). 
De cuatro alturas, la primera tenía forma de estrella de 16 puntas y las siguientes eran 
octogonales con ventanales de arco apuntado. El remate fue añadido en el siglo XVIII y finalizado 
con un vistoso chapitel. De forma característica, el ladrillo formaba dibujos que estaban 
rellenados con azulejos. La torre estaba inclinada desde poco tiempo después de su construcción, 
posiblemente debido al poco tiempo que se empleó para realizar el basamento y el primer cuerpo: la 
parte sur de la torre fraguó más rápidamente que la parte norte, produciéndose una diferencia en 
las tensiones de ambos lados que inclinaría la torre. Se intentó poner remedio reforzando el 
basamento, pero la inclinación se mantuvo.
A partir del siglo XVI, la torre se convierte en símbolo de la ciudad. Durante los Sitios (1808-
1809) la torre se empleó para vigilar los movimientos de las tropas francesas.
En 1892 el ayuntamiento decidió demoler la torre, justificando la decisión con la inclinación y la 
probable ruina de la obra. La decisión, calificada de caciquil, tuvo la oposición de muchos 
intelectuales y de parte de la población, pero los esfuerzos por salvarla fueron en vano.
Durante los años noventa se construyó un monumento en el lugar en el que había estado la torre, 
pero hubo que eliminarlo por el peligro de que jóvenes que se subían en él cayeran y resultaran 
heridos. Actualmente solo hay una marca en el suelo indicando el perímetro de la torre y una escultura de un muchacho que la contempla sentado en el suelo, como si aún existiese.
- Wikimedia Commons alberga una categoría multimedia sobre Torre Nueva.

#### Torre de San Marcos en Venecia (Italia)

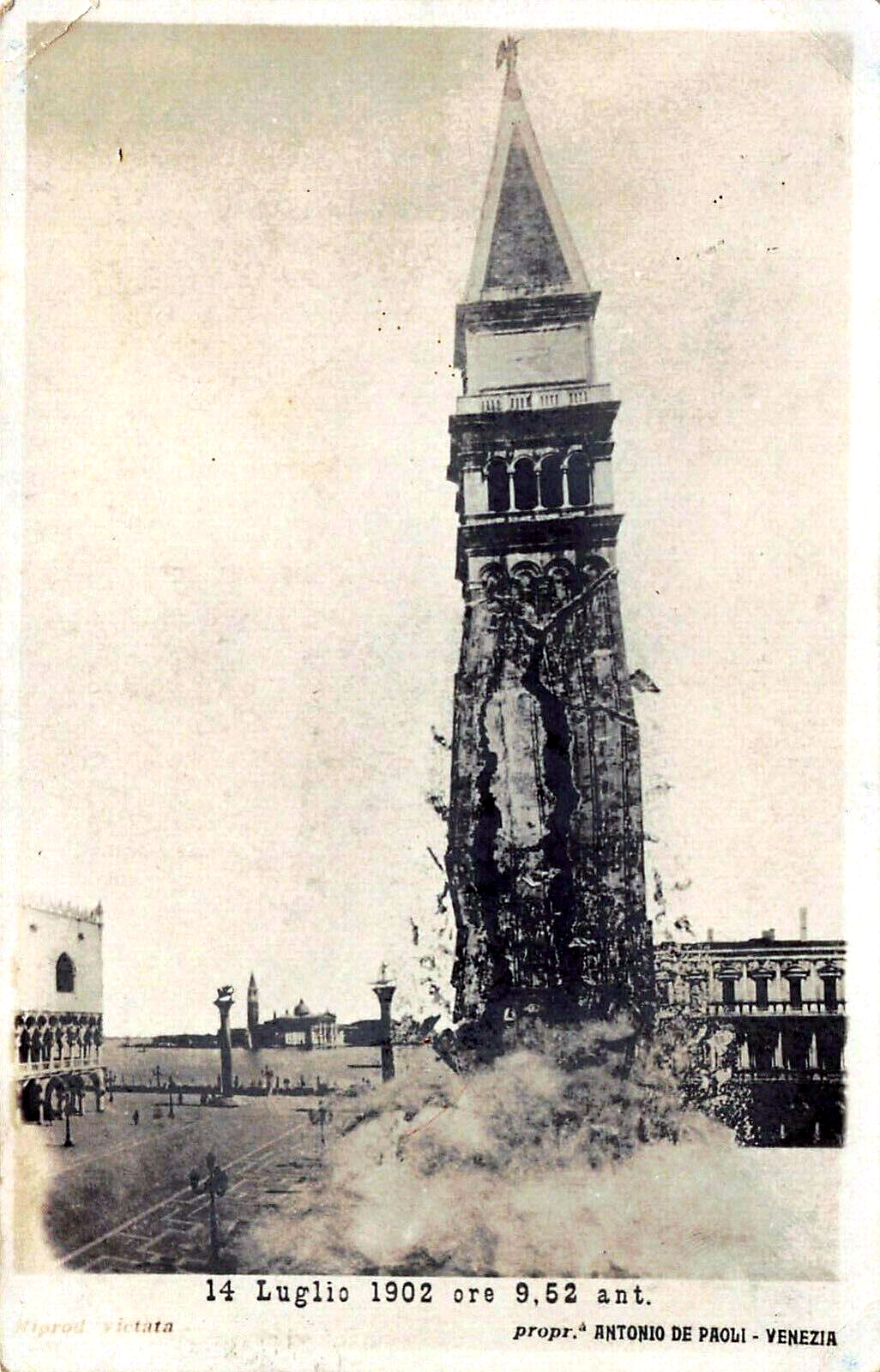
Montaje fotográfico de la torre derrumbándose en 1902.

El Campanario de San Marcos es el campanario de la Basílica de San Marcos en Venecia, ubicado en la plaza del mismo nombre. Es uno de los símbolos de la ciudad de Venecia.
La torre posee una altura de 98,6 metros, y se encuentra en una esquina de la Plaza de San Marcos, cerca de la portada de la basílica. La torre está coronada por una aguja piramidal, en el extremo de la cual se encuentra una veleta dorada con la figura del arcángel Gabriel. El Campanario posee su forma actual desde 1514. La torre que se observa hoy es una reconstrucción, que fue terminada en 1912 después del derrumbe ocurrido en 1902.
La construcción se inició en el siglo IX durante el ducado de Pietro Tribuno sobre fundaciones de origen romano. Fue finalizada en el siglo XII durante el ducado de Domenico Morosini. Seriamente dañada por un rayo en 1489 que destruyó la cúspide de madera, asume su aspecto definitivo en el siglo XVI gracias a los trabajos de reconstrucción para reparar los daños causados por el terremoto de marzo del 1511. Estos trabajos iniciados por el arquitecto Giorgio Spavento fueron después ejecutados bajo la dirección del arquitecto bergamesco Bartolomeo Bon.
En los siguientes siglos se realizaron numerosas intervenciones, a menudo para reparar los daños causados por los rayos. En el 1653 fue Baldasarre Longhena quien continuó la restauración. Otros le siguieron después de que el 13 de abril de 1745 un rayo provocara una gran grieta. Finalmente en el 1776 el campanario fue dotado de un pararrayos. 
En el 1820 se sustituyó la estatua del ángel por una nueva realizada por Luigi Zandomeneghi.
En julio de 1902 sobre la pared norte de la construcción se descubre la presencia de una peligrosa hendidura que en los sucesivos días aumentó de dimensiones hasta que la mañana del lunes 14 de julio a las 9:47 el campanario se desplomó. No hubo víctimas y, vista la posición de la construcción, los daños fueron relativamente limitados. Durante la tarde el consejo comunal, reunido de urgencia, decidió la reconstrucción aportando 500.000 liras para contribuir a solventar los trabajos. El sindicalista Filippo Grimani durante el discurso en ocasión de la colocación de la primera piedra, el 25 de abril de 1903, pronunció la famosa frase dov'era e com'era (donde estaba y como era) que se convirtió en el lema de esta reconstrucción. Los trabajos duraron hasta el 6 de marzo de 1912. El nuevo campanario fue inaugurado el 25 de abril de 1912 en ocasión de la fiesta de San Marco.

## Galería fotográfica de torres inclinadas

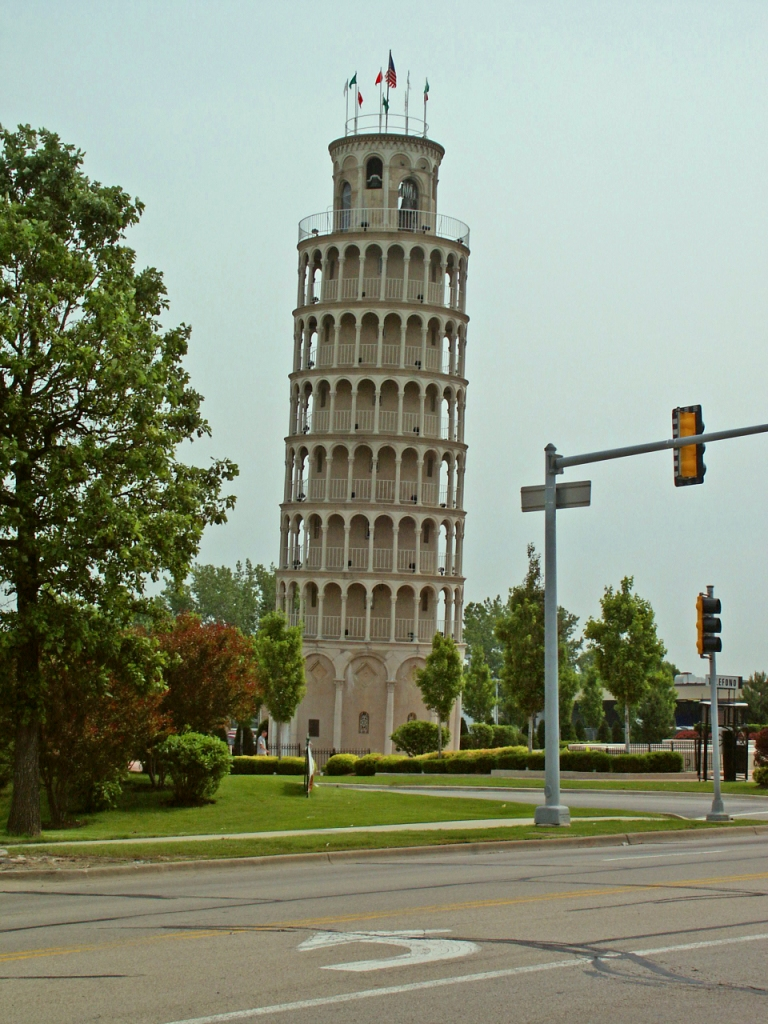
Torre de Niles, EEUU
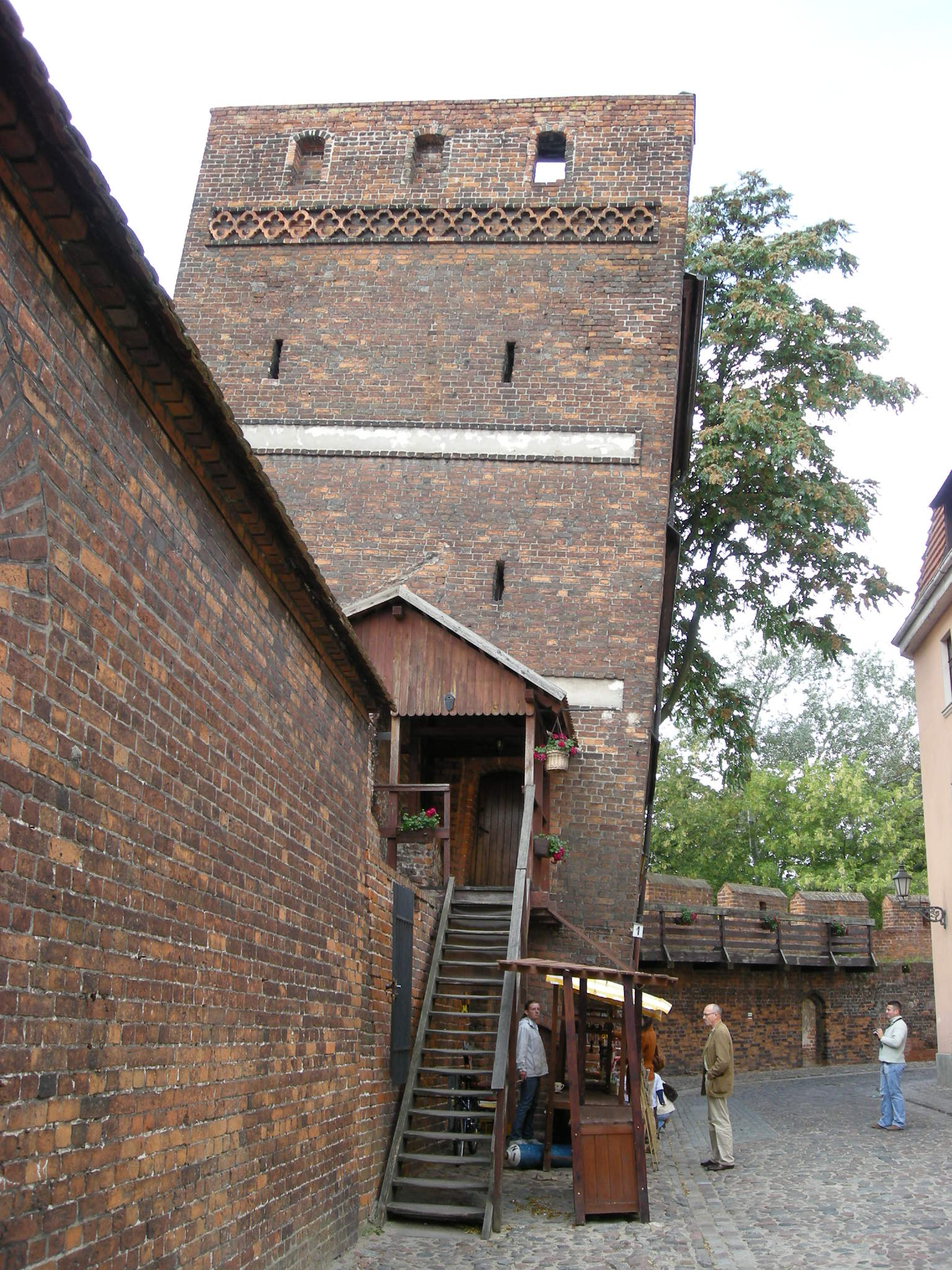
Torre Krzywa Wieza, Polonia
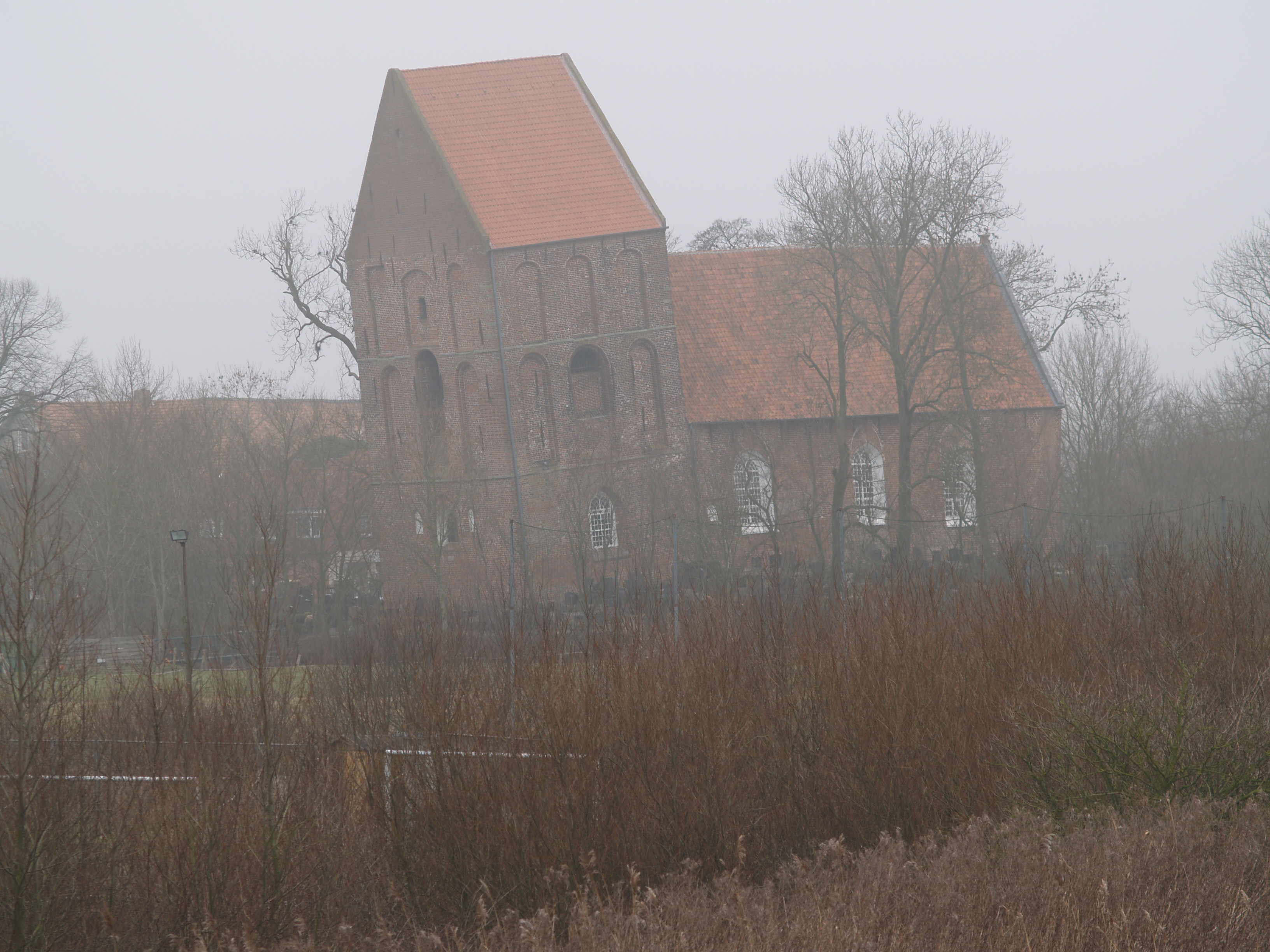
La Capilla de Suurhusen, Alemania
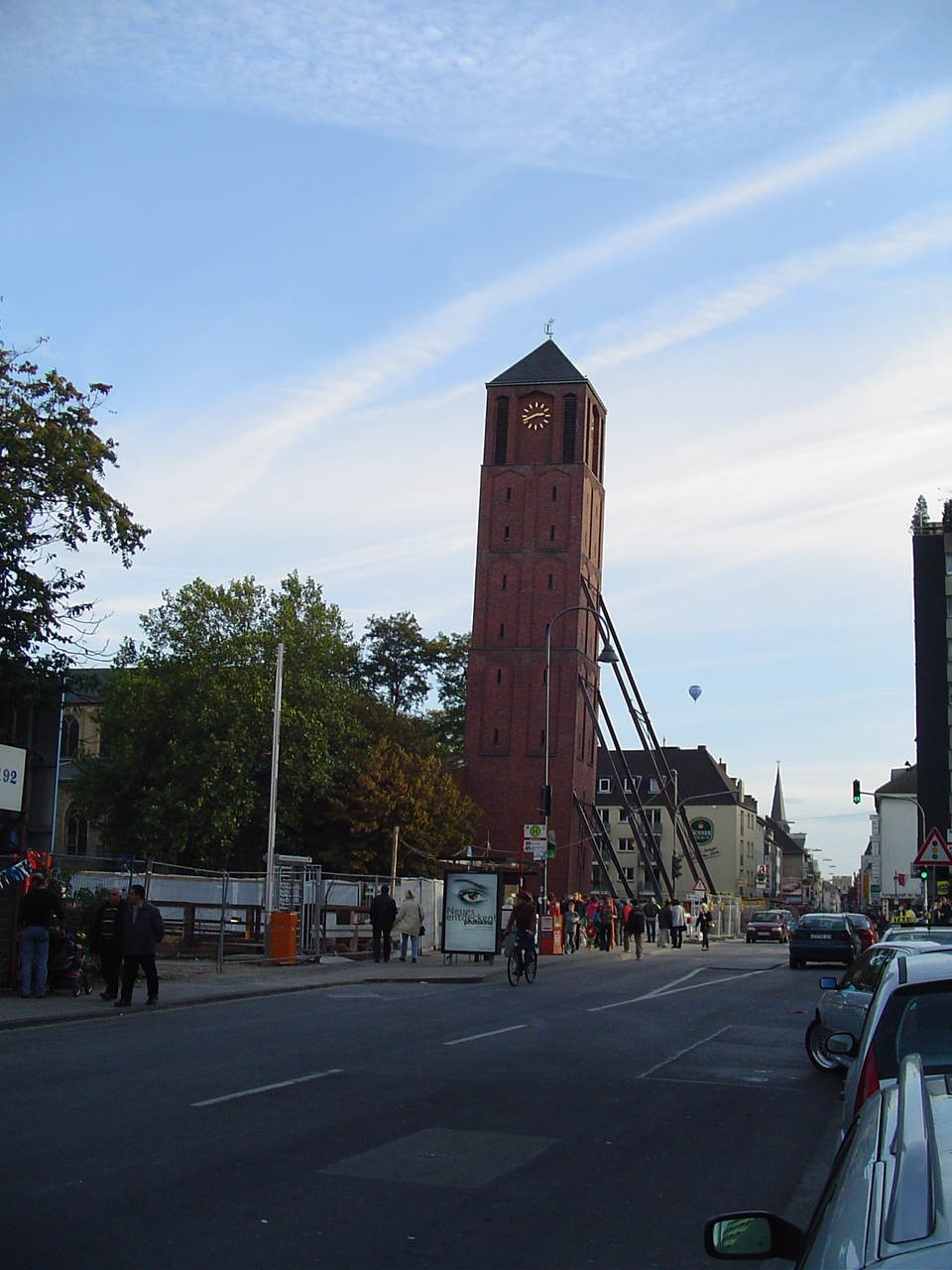
Johann-Baptist-Kirche (Köln) Alemania
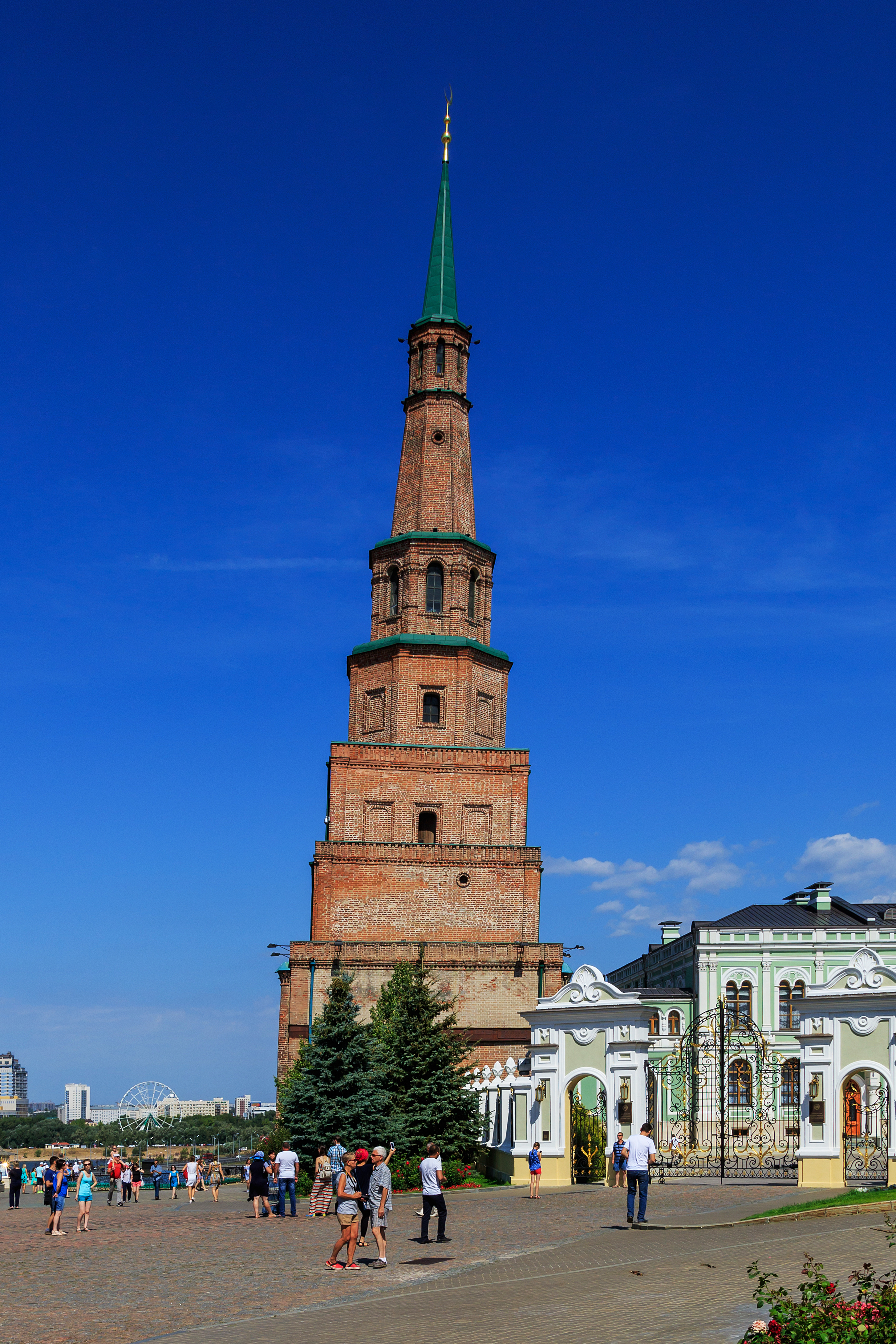
Torre Soyembika en Kazán, Rusia
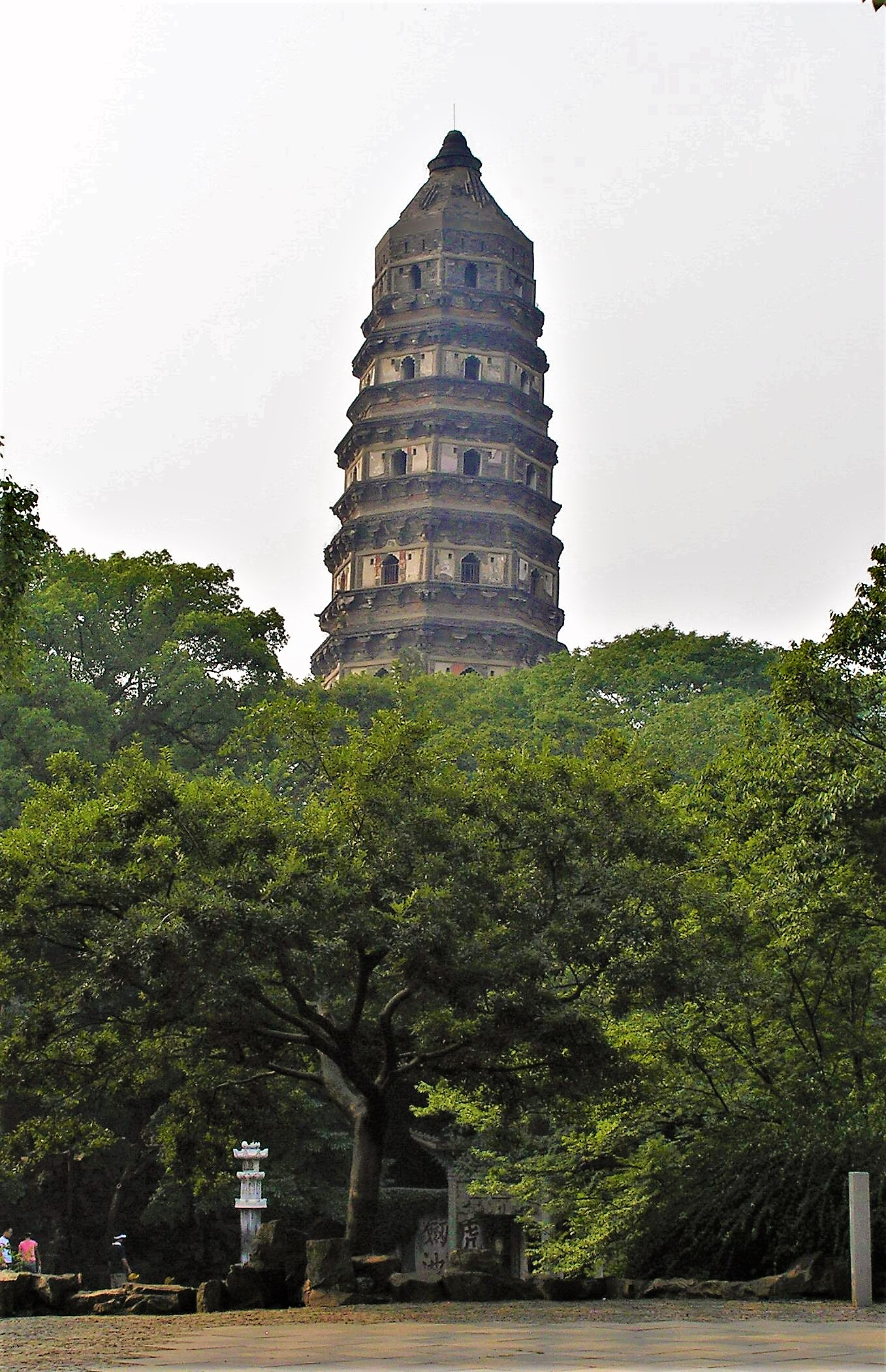
Torre Huqiu China
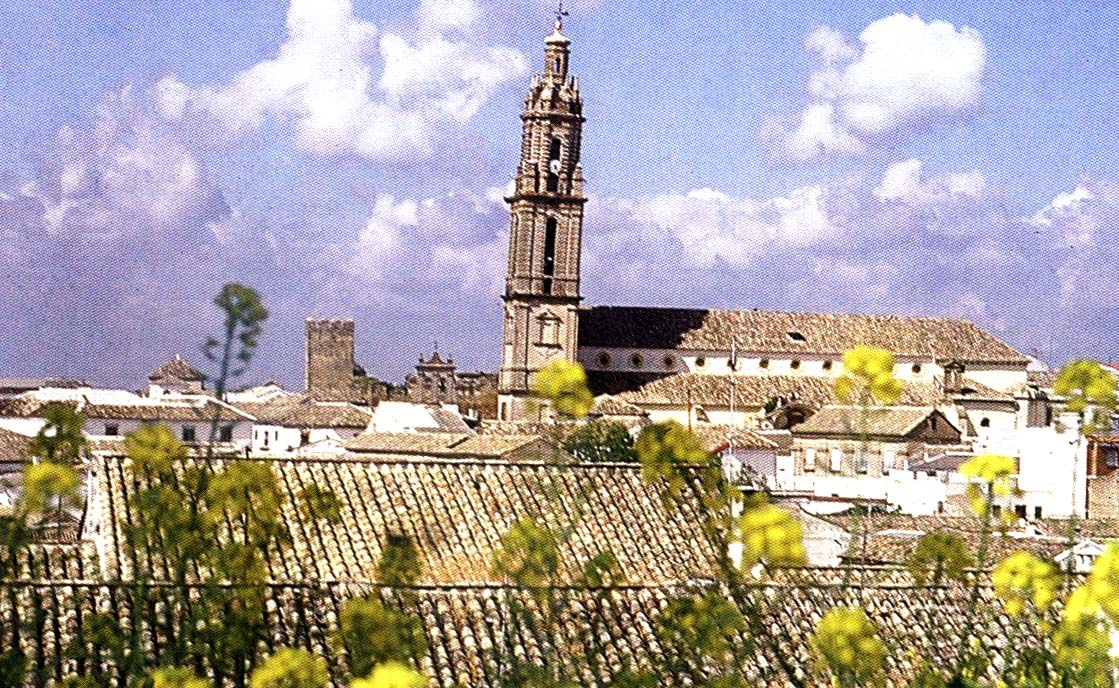
Torre de la Catedral de la Campiña, Bujalance, España
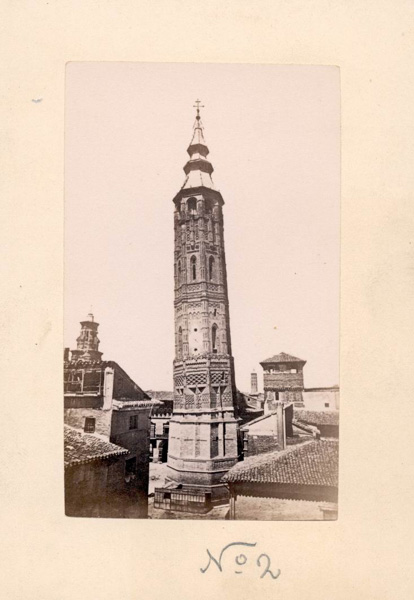
Torre Nueva de Zaragoza, España